# Borinage

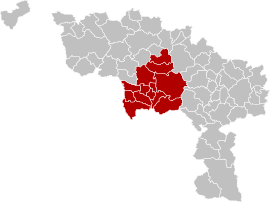
De 13 gemeenten van het arrondissement Mons-Borinage.

De Borinage is een Belgische streek in de Waalse provincie Henegouwen. Het is de streek van de vroegere mijngemeenten ten zuidwesten van de stad Bergen tegen de Franse grens. Sinds de 12de eeuw wordt er steenkool ontgonnen in vele, ondertussen gesloten steenkoolmijnen. De Borinage is de streek waar de arbeiders woonden die er in de koolmijnen en andere lokale industrieën werkten. In het oosten sluit de Borinage aan op het Centrum, een aangrenzende streek en eveneens een steenkoolbekken. Oorspronkelijk werden enkel de mijngemeenten tot de Borinage gerekend. Sinds de gemeentefusies van 1977 beschouwt men de regio van de Borinage als gelijk aan het administratieve arrondissement Mons (Bergen), waartoe ook de stad Bergen behoort, en wordt de regio Mons-Borinage genoemd.

## Geografisch
Vroeger werden de voormalige (mijn-)gemeenten Hornu, Warquignies, Wasmes, Quaregnon, Pâturages, Wasmuel, Jemappes, Flénu, Cuesmes, La Bouverie en Frameries tot de Borinage gerekend. De Borinage was de streek van de arbeidersgemeenten. Men sprak er eenzelfde dialect. Bergen, hoofdstad van de provincie Henegouwen, was een meer burgerlijke stad waar magistraten, advocaten, professoren, hoge ambtenaren en industriëlen woonden en hoorde niet bij de Borinage.
Bij de gemeentefusies werden gemeenten van de Borinage samengevoegd met andere gemeenten en werden ook enkele gemeenten van de Borinage onderdeel van de stad Bergen. Vanaf toen is men gaan spreken over de regio Mons-Borinage, gelijk aan het Arrondissement Bergen en bestaande uit 13 gemeenten:
- Boussu: fusie van Boussu, Boussu-Bois en Hornu;
- Colfontaine: fusie van Wasmes, Pâturages en Warquignies;
- Dour: fusie van Dour, Blaugies en Élouges;
- Frameries: fusie van Frameries, La Bouverie, Sars-la-Bruyère, Noirchain en Eugies;
- Hensies: fusie met Hainin en Thulin;
- Honnelles;
- Jurbise;
- Lens;
- Mons / Bergen met: Jemappes, Cuesmes, Flénu en Ghlin;
- Quaregnon: fusie van Quaregnon en Wasmuel;
- Quévy;
- Quiévrain;
- Saint-Ghislain: fusie van Saint-Ghislain, Tertre en Hautrage.

## Etymologie
De naam komt van borin of borain, een Frans woord voor kompel, waar men het achtervoegsel -age aan heeft toegevoegd.
In het plaatselijke dialect, Picardisch met enige Waalse kenmerken, werd de mijnindustrie bohren genoemd.

## Steenkoolmijnen
In de Borinage reikten steenkoollagen tot aan de oppervlakte en was er al ontginning in de 12e eeuw. In de 14e eeuw telde de streek vele kleinere exploitaties. Werd de ontginning te moeilijk, dan herbegon men elders. Tot in de 19e eeuw hadden de steenkoolontginningen een eerder familiaal en kleinschalig karakter. In de 18e eeuw nam het aantal exploitaties sterk toe, maar bleef de ontginning beperkt tot het bovenste stuk van de steenkoollagen omdat men dieper af te rekenen kreeg met het grondwater. In de 18de eeuw werden de eerste stoompompen geïnstalleerd die het water wegpompten waardoor diepere koolputten kon maken. Vanaf de 19e eeuw verdween het kleinschalige karakter en ontwikkelden zich industriële maatschappijen die het nodige kapitaal hadden voor grotere mijninstallaties die nodig waren om steeds dieper te ontginnen. Tussen 1822 en 1829 verdubbelde de productie in de regio en werd er meer steenkool bovengehaald dan in heel Frankrijk en Duitsland. Ook bevolking van de mijngemeenten verdriedubbelde tussen 1816 en 1876. De steenkoolindustrie richtte zich op binnenlands verbruik en export naar Frankrijk. In de loop van 19de eeuw gingen verschillende mijnmaatschappijen samensmelten. In 1840 waren er in de Borinage 32 koolmijnen met 109 actieve putten; in 1870 waren er 26 koolmijnen met 70 putten. In 1920 telde men 17 koolmijnen waar 37 747 mensen werkten en haalde men een totale productie van 1 966 290 ton.
In 1878 werden er meerdere fossielen gevonden van onder andere iguanodons; een unieke vondst omdat er grote aantallen zeer complete skeletten aanwezig waren. Door instortingsgevaar konden lang niet alle skeletten naar boven gehaald worden. Er zijn meer pogingen gedaan skeletten op te graven, onder andere door de Duitse bezetters in de Eerste Wereldoorlog. Dit is toen niet gelukt en in de 21e eeuw graven paleontologen fossielen enkel op als daar een duidelijke aanleiding toe is.
Vanaf de crisis van de jaren 1930 vertoonden zich de eerste tekenen van achteruitgang van de mijnindustrie in de Borinage. De concurrentie met grotere binnenlandse steenkoolmijnen en met steenkool uit het buitenland maakte dat de steenkoolmijnen allemaal gesloten werden. In 1976 werd de Charbonnage d'Hensies-Pommerœul als laatste mijn van de Borinage gesloten.
Van de vele mijnen zijn nog schaars gebouwen bewaard gebleven. Vooral de terrils, de bergen met steenafval uit de mijnen, ondertussen begroeid tot groene heuvels, zijn nog zichtbare getuigen van de vroegere mijnindustrie.

## Miserie in de Borinage
De werkomstandigheden en het loon van de arbeiders in de mijnen was allesbehalve rooskleurig. De Borains waren strijdvaardig en er waren heel wat stakingen in de 19e en 20e eeuw. Ze stonden mee aan de wieg van het socialisme in België. De beroering in de Borinage was mee aanleiding tot sociale wetten op het einde van de 19e eeuw en na een staking waarbij er doden vielen in de Borinage, werd in 1893 het algemeen stemrecht ingevoerd. In 1894 kon de Borinage de eerste Belgische socialistische verkozene naar het parlement sturen.
Een wettelijke verbetering betekende nog geen zorgeloze werk- en leefsituatie. In 1934 maakten Henri Storck en Joris Ivens de ophefmakende documentairefilm Misère au Borinage, die op een opmerkelijke manier de omstandigheden toonde waarin de mijnwerkers leefden en werkten.
Na de sluiting van de mijnen in de Borinage kwam er geen andere industrie in de plaats en steeg de werkloosheid in de Borinage aan het einde van de 20e eeuw tot het hoogste percentage van heel België.

## Van Gogh
Al vanaf de Reformatie in de 16e eeuw bestaat er een protestantse gemeenschap in de Borinage, die er ook altijd is blijven bestaan.
De schilder Vincent van Gogh werkte in 1879 als protestantse lekenprediker in de Borinage. Hij huurde een kamer in Wasmes. Hij leefde tussen de mijnwerkers en voelde hun ontberingen diep aan. Voor de protestantse gemeenschap bleef hij een buitenstander en hij werd niet aanvaard. In 1880 koos hij voor het kunstenaarschap en verhuisde hij naar Brussel voor een opleiding aan de kunstacademie.

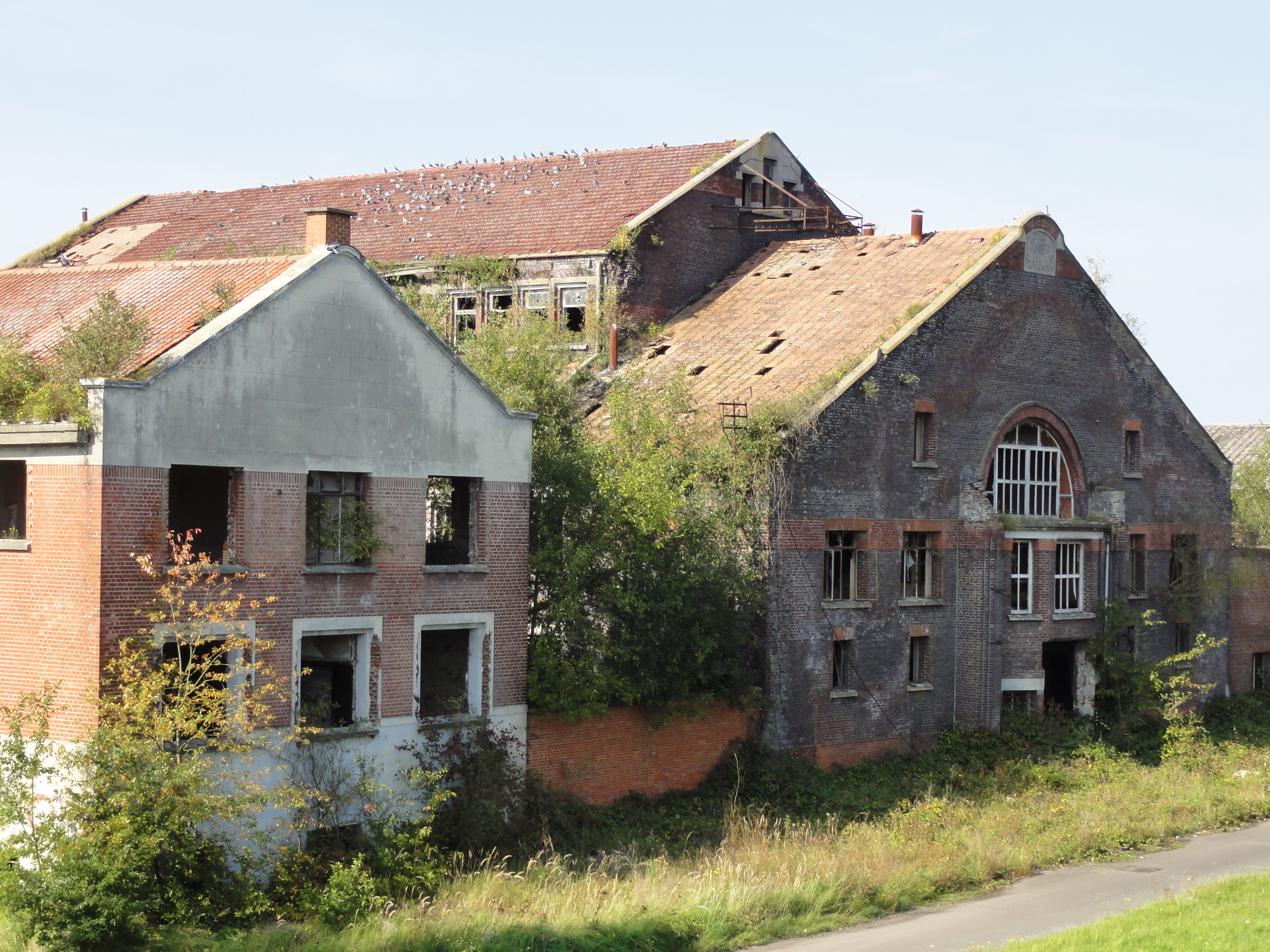
Voormalige koolmijn in Hensies
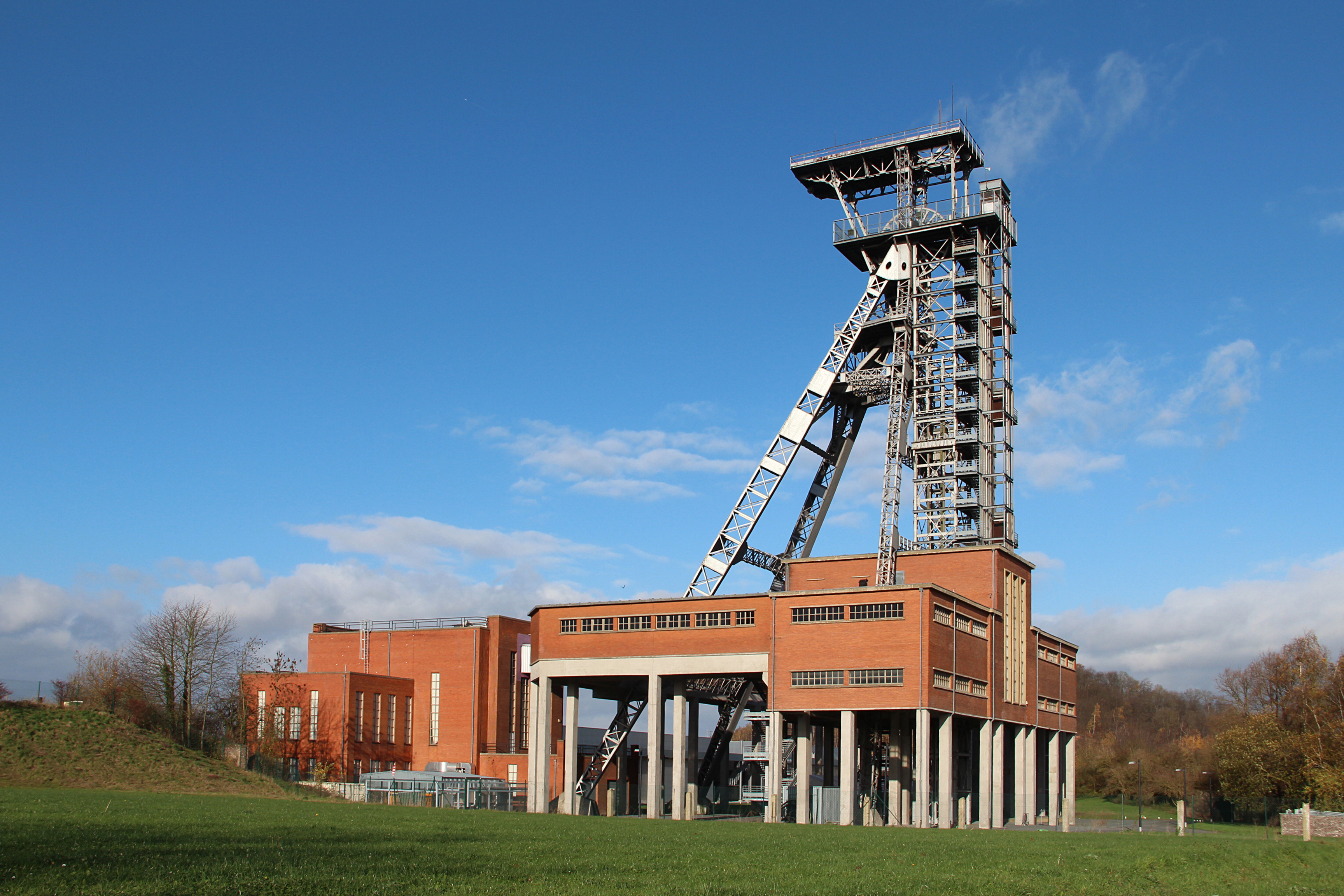
Gerestaureerde koolmijn in Frameries, nu avonturenpark PASS
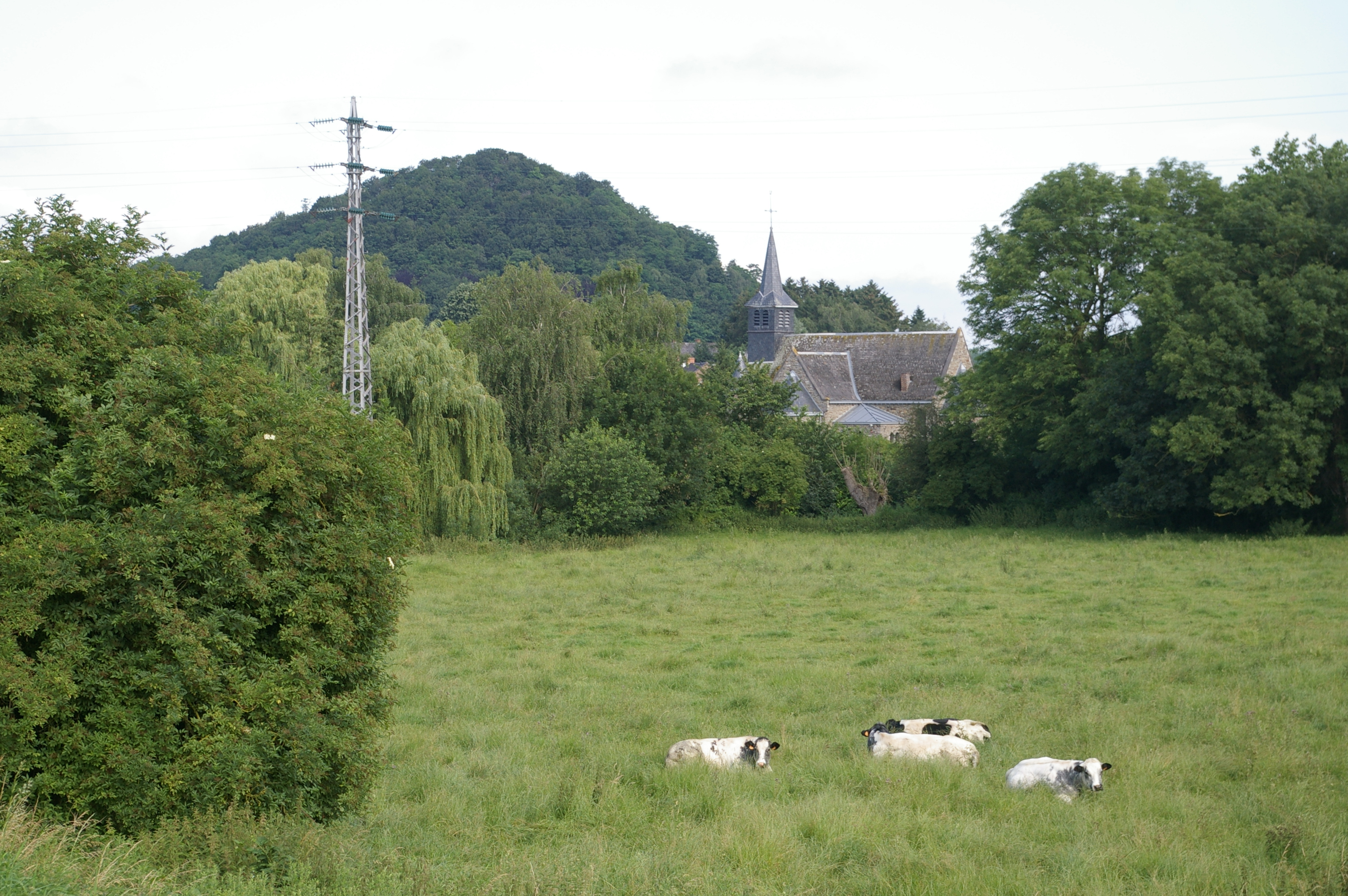
Terril in Noirchain (Frameries)
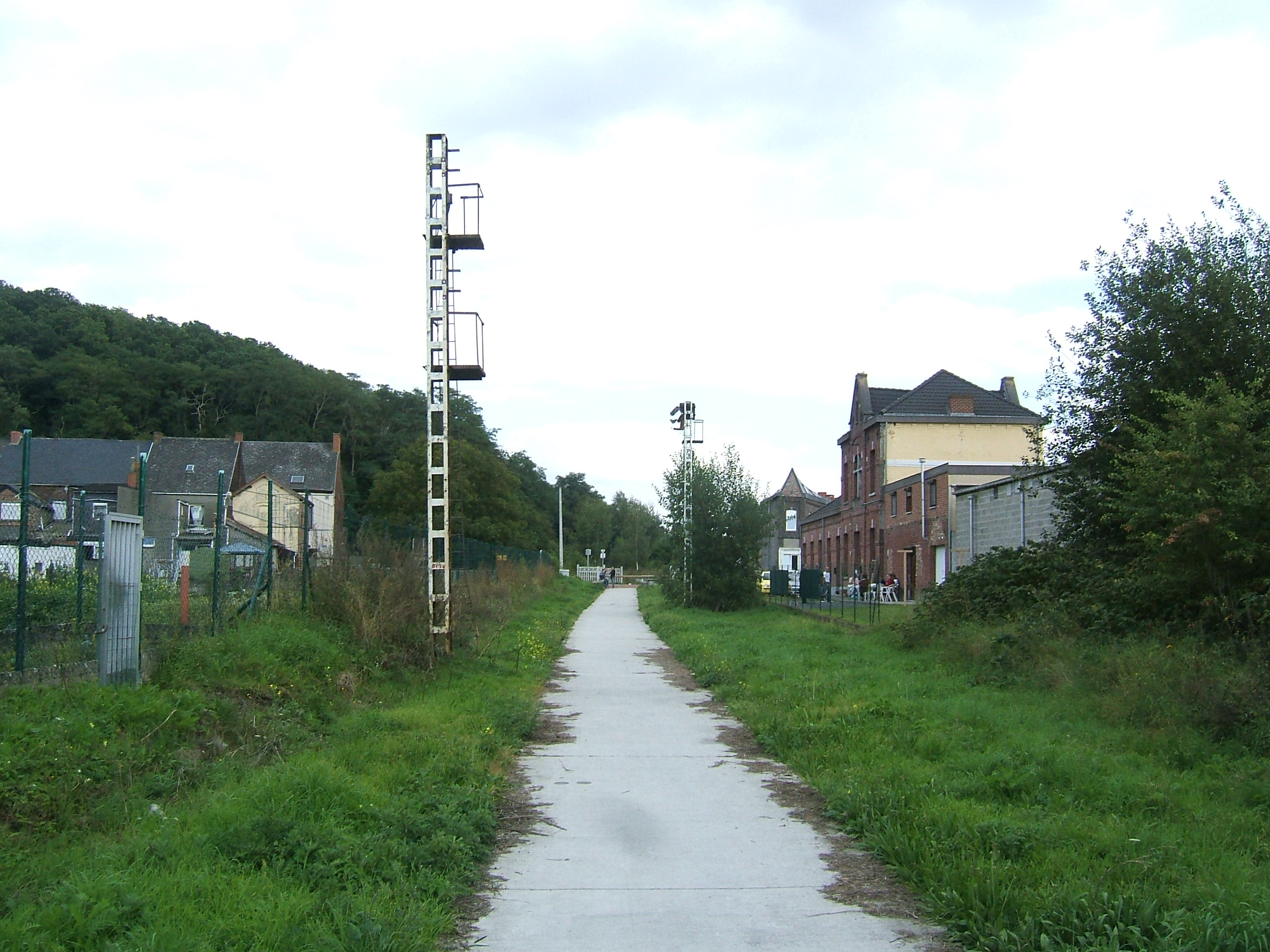
Voormalig treinstation in Flénu, een dorp in de Borinage, 2007
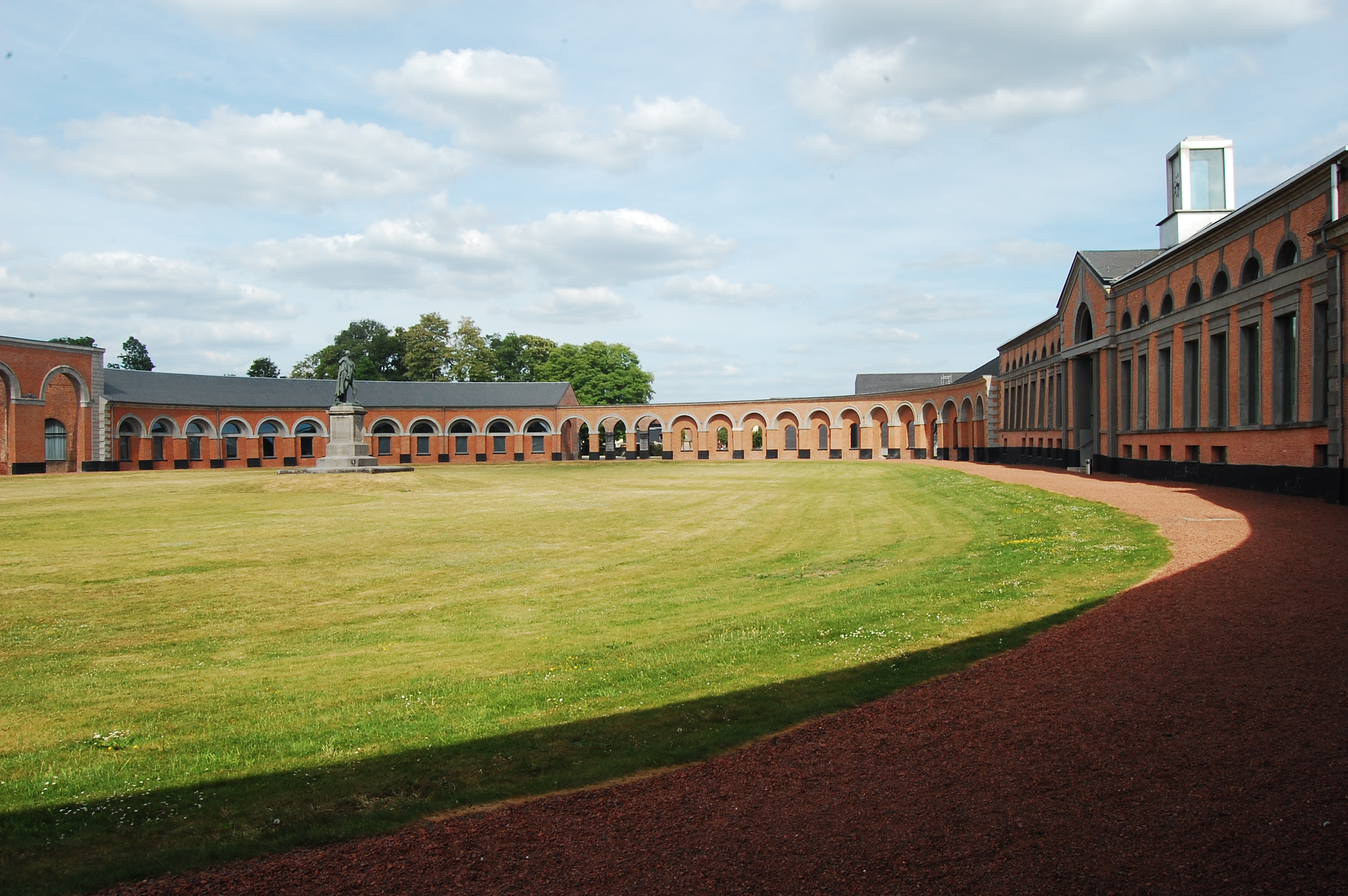
Voormalige koolmijn Le Grand-Hornu waarin het MAC's, een museum voor hedendaagse kunst is ondergebracht
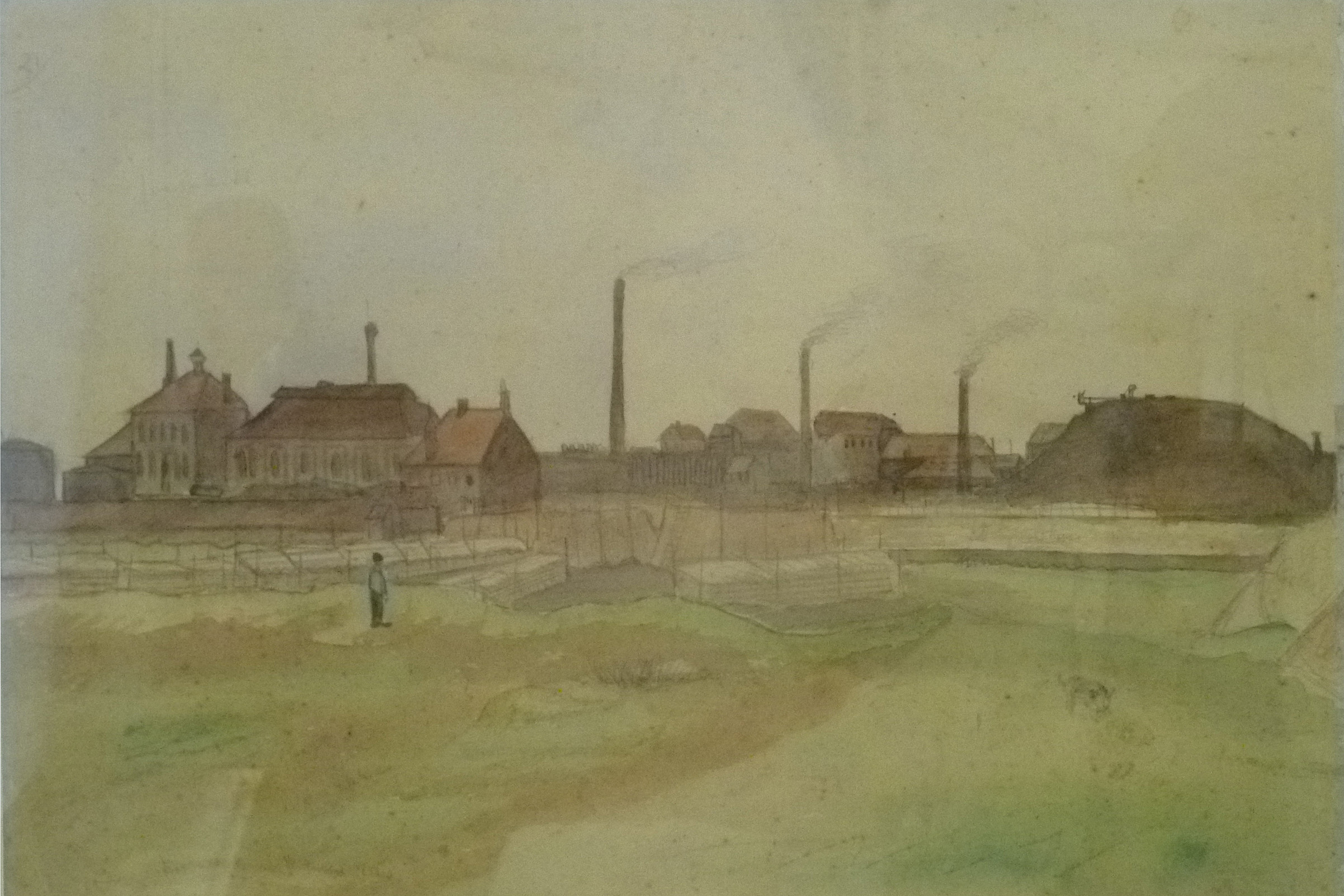
Vincent van Gogh (1879) Cokesfabriek in de Borinage

## Landschap

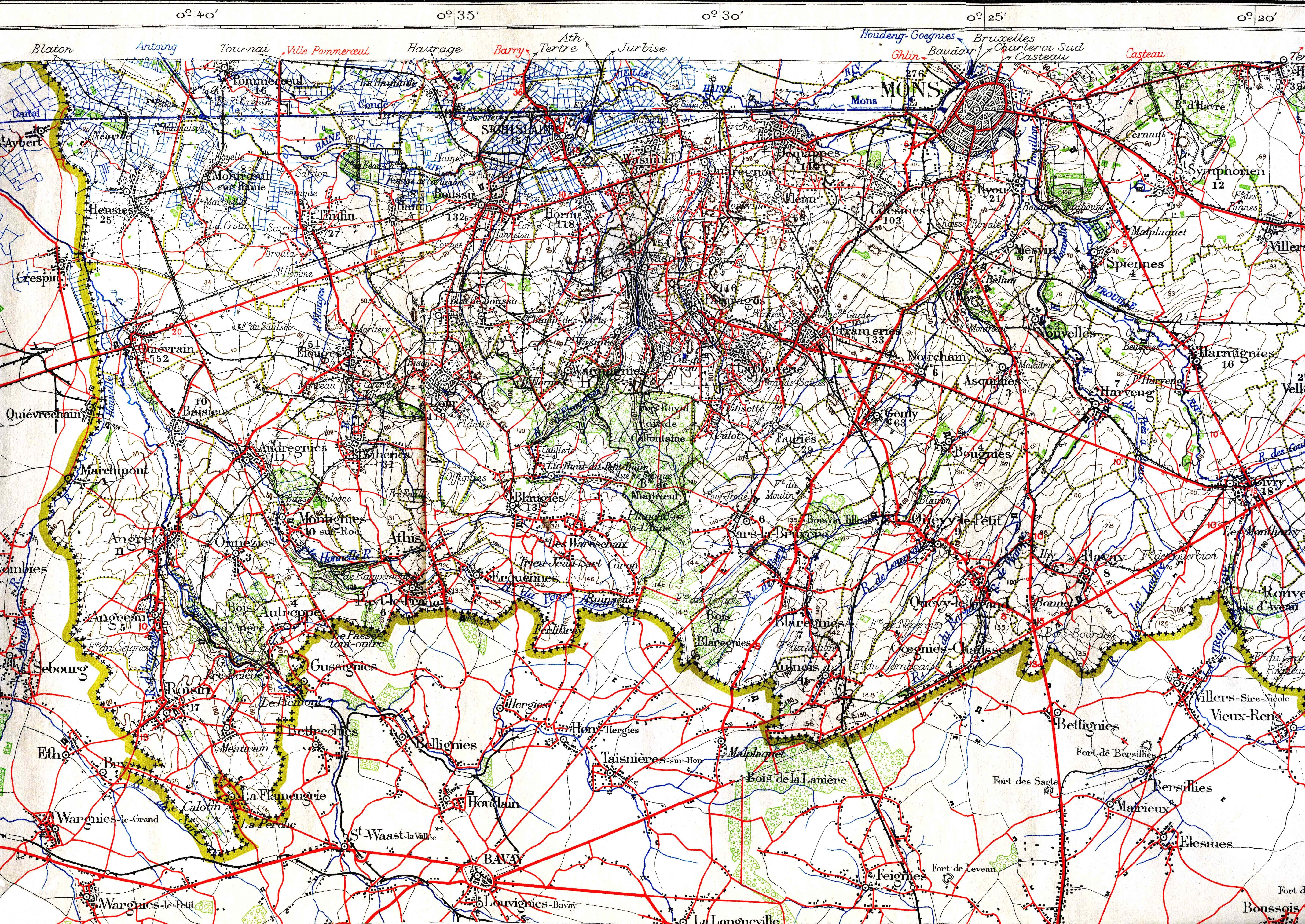
Stafkaart van 1933, die de zeer complexe en dichte spoornetten laat zien in de streek. Zowel voor de spoorwegen als buurtspoorwegen.

In het zuidelijk gedeelte is het landschap heuvelachtig, maar rond Saint-Ghislain en in het westen is het moerassig.
Door de talrijke afwateringssloten lijkt het op een polderlandschap.

## Google
De Amerikaanse internetfirma Google besloot in april 2007 om een nieuw datacenter te bouwen in Saint-Ghislain, nabij provinciehoofdstad Bergen (Mons). De investering van 250 miljoen euro wordt door Waalse politici gezien als een enorme impuls voor de regio.